# 2019년 하계 스페셜 올림픽
제15회 하계 스페셜 올림픽 세계 대회는 2019년 3월 14일부터 3월 21일까지 아랍에미리트 아부다비에서 열린 스페셜 올림픽이다.